# Ficus scopulifera
Ficus scopulifera är en mullbärsväxtart som beskrevs av C. C. Berg. Ficus scopulifera ingår i släktet fikonsläktet, och familjen mullbärsväxter. Inga underarter finns listade i Catalogue of Life.